# San Bol (Iglesias)

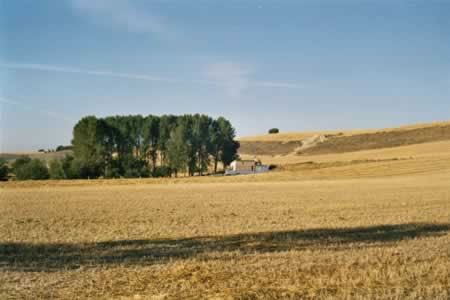
San Bol / Sambol / San Baudilio

San Bol es un paraje perteneciente al término municipal de Iglesias, provincia de Burgos, Castilla la Vieja, comunidad autónoma de Castilla y León (España). Actualmente es más conocido como hito jacobeo bajo nombres como Arroyo de San Bol, Sambol, o, simplemente Albergue de San Bol.  Situado al norte del mismo en el lugar donde existiría, más recientemente, una ermita que formaría parte de las ruinas del monasterio o convento de San Baudilio que allí existió, además del despoblado del mismo nombre (que ya menciona así Pascual Madoz).

## Historia
Muy brevemente parece corresponder con el lugar donde se ubicaba el monasterio de San Baudilio, en torno al cual se habría desarrollado un asentamiento que, según mencionan algunas fuentes, hacia el año 1503, de forma śubita, abandonaron sus casas sin tener clara la razón para hacerlo (lo más probable, por habitual, algún brote epidémico). Habría dependido del cercano Convento de San Antón, en Castrojeriz.